# Lewis Dunk
Lewis Carl Dunk (født d. 21. november 1991) er en engelsk professionel fodboldspiller, som spiller for Premier League-klubben Brighton & Hove Albion og Englands landshold.

## Klubkarriere

### Brighton & Hove Albion

#### Tidlige karriere
Efter at have været del af ungdomssystemet hos Wimbledon FC, skiftede Dunk i 2003 til sin hjembysklub Brighton & Hove Albion. Han skrev sin første professionelle kontrakt med klubben den 30. april 2010, og debuterede for førsteholdet den 1. maj af samme år. Han var del af Brightons hold som vandt League One i 2010-11 sæsonen, trods hans spilletid var begrænset. Han fik sin chance på førsteholdet i starten af 2011-12 sæsonen, som resultat af skader til de faste spillere i forsvaret, og han imponerede her. Han etablerede sig som fast mand, og blev nomineret som årets unge spiller i Championship, hvor han dog tabte til Wilfried Zaha.
Denne gode periode ville dog ikke forsætte, da hans spilletid i 2012-13 sæsonen ville være begrænset, og denne manglen på spilletid fortsatte ind i 2013-14. Han blev i oktober 2013 udlejet til Bristol City på korttidsbasis i søgen om mere spilletid, men led en knæskade i kun sin anden kamp for klubben.

#### Førsteholdsgennembrud
Dunk fik sin chance til at genetablere sig på førsteholdet i 2014-15 sæsonen, under nye træner Sami Hyypiä, og tog denne chance fuldt ud, da han blev etableret som fast mand i forsvaret. Selv efter Hyypiä blev fyret og erstattet af Chris Hughton, fortsatte Dunk i sin rolle.
Dunk spillede i 2016-17 sæsonen en central rolle i at Brighton sluttede på andenpladsen, med ligaens bedste forsvar med kun 40 mål imod hele sæsonen, og dermed sikrede sig oprykning til Premier League. Han blev for sæsonen inkluderet på årets hold i Championship.

#### Premier League
Dunk debuterede i Brightons første Premier League kamp, som dog ikke var en succes, da han scorede et selvmål i et 0-2 nederlag til Manchester City. Dunk tangerede en kedelig rekord i sæsonen, da han med fire selvmål matchede rekorden som var holdt af Martin Škrtel, for flest selvmål i en Premier League-sæson. Trods dette, spillede han en central rolle i at Brighton sikrede sig overlevelse i ligaen.
Dunk blev før 2019-20 sæsonen udpeget som klubbens nye anfører. Efter at have kommet på andenpladsen i to sæsoner i streg, blev han i 2019-20 sæsonen kåret som årets spiller i klubben.

## Landsholdskarriere
Dunk debuterede for Englands landshold den 15. november 2018.

## Titler
Brighton & Hove Albion
- League One: 1 (2010-11)

Individuelle
- PFA Championship Årets hold: 1 (2016-17)
- Brighton & Hove Albion Årets spiller: 1 (2019-20)